# Йенсен, Бьёрг Эва
Бьёрг Эва Йенсен (род. 15 февраля 1960 года в Ларвике, Норвегия) — норвежская конькобежка, чемпионка зимних Олимпийских игр 1980 года, бронзовый призёр чемпионата мира, обладательница Кубка мира на 3000 м, 15-кратная чемпионка Норвегии и 5-кратная призёр. Знаменосец сборной Норвегии на зимних Олимпийских играх 1984 года.

## Биография
Бьёрг Эва Йенсен родилась в семье отца Финда Йенсена, который работал пожарным и матери Герд Ирен Педерсен, работающей клерком. В возрасте 5 лет увлеклась лёгкой атлетикой и занималась до 12 лет, а также участвовала в национальной сборной в 70-х годах. Она стала заниматься конькобежным спортом в возрасте 9-ти лет в клубе "IF Fram" в родном городе Ларвике. С 1973 по 1975 год выигрывала молодёжный чемпионат Норвегии на дистанции 500 м, и в 1975 году стала первой на юниорском чемпионате Норвегии в спринте за месяц до своего 15-летия.
В 1976 году она дебютировала на чемпионате Норвегии среди взрослых и сразу же взяла бронзу в комбинации спринта, после чего участвовала на юниорском чемпионате мира и на спринтерском чемпионате мира, но там она себя никак не проявила. С 1976-го и по 1980 год Бьёрг выиграла семь раз юниорский чемпионат Норвегии в спринтерском и классическом многоборье. В 1977 году заняла 3-е место по сумме многоборья на юниорском чемпионате мира в Инцелле, на спринтерском чемпионате мира стала 7-й и заняла 2-е место на чемпионате Норвегии в спринте. 
В 1978 году поднялась на 2-е место на юниорском чемпионате мира в Монреале и на чемпионате мира в классическом многоборье заняла 4-е место. Через год вновь была 4-й на чемпионате мира в классическом многоборье и 8-й на спринтерском чемпионате мира. А на чемпионате Норвегии выиграла впервые и спринтерское и классическое многоборье. На юниорском чемпионате мира вновь стала серебряным призёром.
В 1980 году Бьёрг завоевала бронзовую медаль на чемпионате мира в классическом многоборье в Хамаре. В феврале дебютировала на XIII зимних Олимпийских играх в Лейк-Плэсиде и стала олимпийской чемпионкой в забеге на 3000 м, оставив на 2-м и 3-м местах сильнейших немку Сабину Беккер и американку Бет Хайден.  Она также стала 4-й в беге на 1500 м и 12-й на 1000 м. После игр завоевала золото в многоборье на юниорском чемпионате мира в Ассене и на чемпионате Норвегии в многоборье.
В 1981 году Бьёрг дебютировала на чемпионате Европы в Херенвене, где заняла 4-е место, а вот на чемпионате мира в классическом многоборье стала 4-й. На спринтерском чемпионате мира заняла 13-е место. Правда на чемпионате Норвегии ей вновь не было равных в обоих видах многоборья и не уступала их три года подряд. В 1982 году на чемпионате Европы в Херенвене заняла 5-е место и на чемпионате мира в классическом многоборье поднялась на 6-е место.
Через год Бьёрг вновь стала 5-й на чемпионате Европы в Херенвене, а на чемпионате мира в классическом многоборье заняла 7-е место. В 1984 году она финишировала 8-й на очередном чемпионате Европы и 9-й на чемпионате мира в классическом многоборье. На  зимних Олимпийских играх в Сараево заняла 7-е место в беге на 3000 м, 8-е на 1500 м и 16-е на 1000 м.
В 1986 году дебютировала на первом Кубке мира и даже выиграла дистанцию 3000 м на 5-м этапе в Инцелле. В феврале 86-го выиграла многоборье на чемпионате страны, а на чемпионате мира в классическом многоборье заняла только 15-е место. В финале Кубка мира сезона 1985/86 заняла 3-е место на дистанции 3000 м. В 1987 году в очередной раз выиграла чемпионат Норвегии в многоборье и 3000 м на отдельных дистанциях. И в 1988 году стала первой в многоборье и на дистанциях 3000 м и 5000 м. Сезон завершила участием на чемпионате Европы, где заняла 15-е место в многоборье. В том же году ушла из спорта.
В начале 2000-х Бьёрг участвовала на чемпионате Норвегии среди мастеров и одерживала победы на своих коронных дистанциях 3000 м и 5000 м.
Она по-прежнему остаётся единственной норвежкой, завоевавшей золотую олимпийскую медаль в конькобежном спорте.
Она также увлекалась велоспортом и в 1979 году выиграла чемпионат Норвегии индивидуально, так и в команде. В её активе в общей сложности семь золотых медалей на чемпионате Норвегии. Первую медаль взяла в 19-летнем возрасте, а последнюю в 48-лет. Она была на подиуме с серебром чемпионата Норвегии, когда ей перевалило за 51 год.

## Личная жизнь и семья
Бьёрг Эва работала тренером в фитнес-центре в Саннефьорде, после чего занялась политикой у себя дома в Ларвике. Работает в муниципальном и окружном советах. Она по-прежнему в хорошей форме, бегает, ездит на велосипеде и не забывает про силовые тренировки. Замужем за Пером Сандбаккеном, она мать пятерых детей. В 1990 году родила двух близнецов Маркуса и Кристера, а весной 2018 года Маркус покончил жизнь самоубийством. После смерти своего сына Бьёрг вступила в национальную ассоциацию по предотвращению членовредительства и самоубийств. Бьёрг педагог по образованию, и также много лет работала в школьной системе: неполной средней школе, старшей средней школе и народной средней школе. Имеет высшее тренерское образование, является художником (абстрактная живопись), окончила Норвежский институт спорта в степени бакалавра. Бьёрг выпустила книгу-автобиографию "Моя жизнь - Бьёрг Ева Йенсен".